# آدم موريسون
آدم موريسون (بالإنجليزية: Adam Morrison)‏ مواليد 19 يوليو 1984 في غلينديف، هو لاعب كرة سلة أمريكي سابق بدأ مسيرته الاحترافية في سنة 2006. يبلغ طوله 6 قدم 8 بوصة (2.0 م). اعتزل اللعب في 2012.

## فرق لعب لها
- شارلوت هورنتس
- لوس أنجلوس ليكرز

## إحصائيات المسيرة

### الموسم الاعتيادي
| السنة   | الفريق           | لعب | بدأ | دقيقة | ميداني% | ثلاثية | حرة  | ارتداد | صنع | استلاب | تصدي | نقطة |
| ------- | ---------------- | --- | --- | ----- | ------- | ------ | ---- | ------ | --- | ------ | ---- | ---- |
| 2006–07 | شارلوت هورنتس    | 78  | 23  | 29.8  | .376    | .337   | .710 | 2.9    | 2.1 | .4     | .1   | 11.8 |
| 2008–09 | شارلوت هورنتس    | 44  | 5   | 15.2  | .360    | .337   | .762 | 1.6    | .9  | .2     | .1   | 4.5  |
| 2008–09 | لوس أنجلوس ليكرز | 8   | 0   | 5.5   | .333    | .250   | .500 | 1.0    | .4  | .0     | .0   | 1.3  |
| 2009–10 | لوس أنجلوس ليكرز | 31  | 0   | 7.8   | .376    | .238   | .625 | 1.0    | .6  | .1     | .1   | 2.4  |
| المسيرة |                  | 161 | 28  | 20.4  | .373    | .331   | .710 | 2.1    | 1.4 | .2     | .1   | 7.5  |

### التصفيات
| السنة   | الفريق           | لعب | بدأ | دقيقة | ميداني% | ثلاثية | حرة  | ارتداد | صنع | استلاب | تصدي | نقطة |
| ------- | ---------------- | --- | --- | ----- | ------- | ------ | ---- | ------ | --- | ------ | ---- | ---- |
| 2010    | لوس أنجلوس ليكرز | 2   | 0   | 6.5   | .444    | .000   | .000 | 2.5    | .5  | .0     | .0   | 4.0  |
| المسيرة |                  | 2   | 0   | 6.5   | .444    | .000   | .000 | 2.5    | .5  | .0     | .0   | 4.0  |

## روابط خارجية
- آدم موريسون على موقع إن بي أي (الإنجليزية)
- آدم موريسون على موقع سبورتس رفرنس (الإنجليزية)
- آدم موريسون على موقع كرة السلة الأوروبية.كوم (الإنجليزية)
- آدم موريسون على موقع كلية كرة السلة في سبورتس رفرنس.كوم (الإنجليزية)
- آدم موريسون على موقع ريلجم (الإنجليزية)
- آدم موريسون على موقع بروبوليرز (الإنجليزية)